# Little Red Riding Hood (film, 1922)
Pour les articles homonymes, voir Le Petit Chaperon rouge (film).
Pour plus de détails, voir Fiche technique et Distribution.
Little Red Riding Hood (traduisible par Le Petit Chaperon rouge) est un court métrage d'animation sorti en 1922 produit le studio Laugh-O-Gram, fondé par Walt Disney à Kansas City, avant sa mise en faillite en juillet 1923 et le départ de Walt pour Hollywood. Il est basé sur le conte Le Petit Chaperon rouge de Charles Perrault.

## Fiche technique
- Titre original : Little Red Riding Hood
  - Titre alternatif : Grandma Steps Out[2]
- Série : Laugh-O-Gram
- Réalisateur : Walt Disney
- Scénario[3] : Walt Pfeiffer d'après Charles Perrault
- Animateur[3],[4] : Rudolf Ising
- Producteur : Walt Disney
- Production : Laugh-O-Gram Films
- Distribution : Leslie B. Mace
- Date de sortie : 29 juillet 1922[3]
- Format d'image : Noir et Blanc
- Durée[3] : 6 min
- Langue : (en)
- Pays de production :  États-Unis

## Commentaires

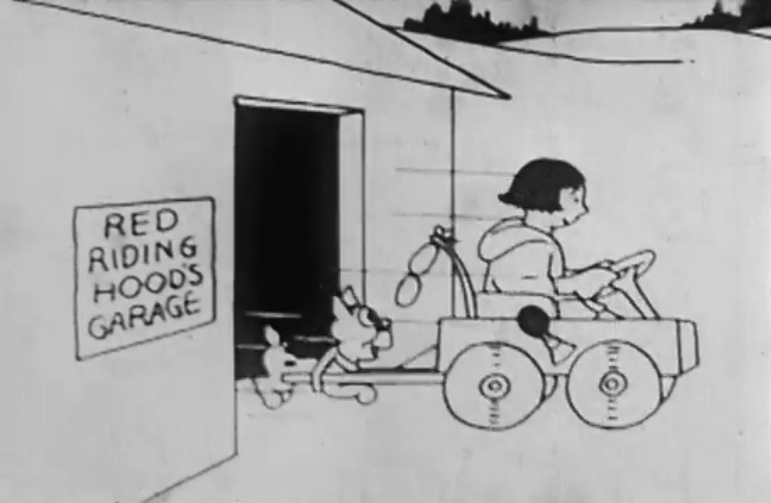
Image de Little Red Riding Hood (1922)

Ce film est le tout premier court métrage réalisé par Walt Disney, bien avant Mickey Mouse (1928).
Le 17 juillet 1998, Charles Solomon annonce que le court-métrage Little Red Riding Hood (1922), considéré comme perdu depuis les années 1980, a été retrouvé par un collectionneur britannique qui l'avait acheté plusieurs années auparavant sous un titre erroné Grandma Steps Out,. Le film a été repris sous son nom original et a été restauré par la suite avant qu'une copie soit faite par Walt Disney Feature Animation,.